# Сугра, Гулам
Гулам Сугра (род. XX век, Синд) — пакистанская активистка.

## Биография
Сугра была вынуждена выйти замуж, когда ей было двенадцать лет, но шесть лет спустя она стала первой разведённой женщиной в своей деревне. Когда она пыталась пойти в школу, её избили братья, но она смогла учиться дома. Она была первой женщиной-выпускницей средней школы в своей деревне и первой учительницей в первой школе для девочек. Оказалось, что не было девочек, которых она могла бы обучать; среди прочего так вышло из-за культурных традиций, но главной причиной, по её мнению, была бедность, поэтому она попыталась найти способы облегчить её.
Она была основательницей и генеральным директором пакистанскойнеправительственной организации Marvi Rural Development Organization (MRDO), чья миссия состоит в создании общественных сберегательных фондов и повышении осведомлённости о правах человека, здравоохранении, образовании и вопросах социального развития.

## Награды
В 1999 году она стала первой пакистанской женщиной, получившей стипендию Ашоки, а в 2011 году Гулам получила международную женскую награду за отвагу.